# 塞日讷
塞日讷（法語：Sergines，法語發音：[sɛʁʒin]）是法国勃艮第-弗朗什-孔泰大区约讷省的一个市镇，属于桑斯区。

## 地理
塞日讷（48°20'32"N, 3°15'41"E）面积18.96 平方千米，位于法国勃艮第-弗朗什-孔泰大區约讷省，该省份为法国中北部内陆省份，西接卢瓦雷省，西北接塞纳-马恩省，南至涅夫勒省，东临科多尔省，东北与奥布省接壤。
与塞日讷接壤的市镇（或旧市镇、城区）包括：穆索莱布赖、巴佐什莱布赖、孔皮尼、约讷河畔库尔隆、米什里、普莱西圣让、塞尔博讷。

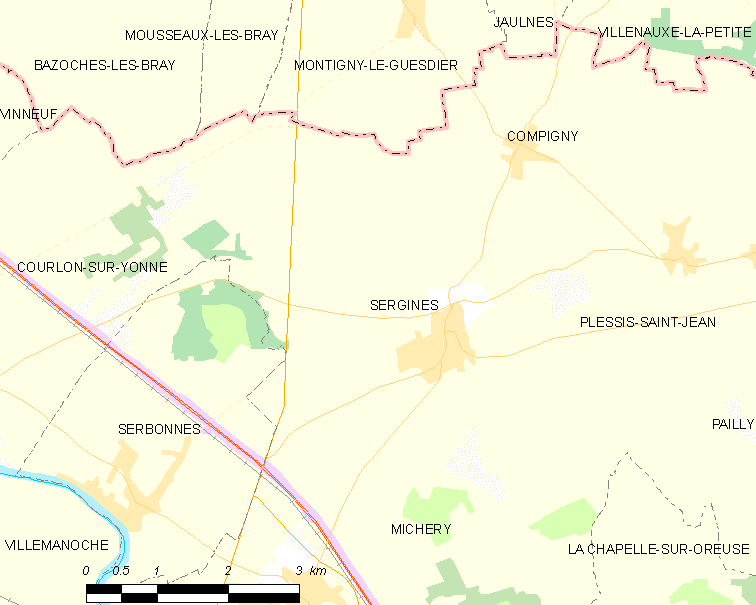
塞日讷的OSM定位图

塞日讷的时区为UTC+01:00、UTC+02:00（夏令时）。

## 行政
塞日讷的邮政编码为89140，INSEE市镇编码为89391。

## 政治
塞日讷所属的省级选区为奥勒斯河畔托里尼县。

## 人口

1962-2008年间塞日讷人口变化图示

塞日讷于2022年1月1日时的人口数量为1235人。